# Gloholmen, Korpo
Gloholmen är en ö i Finland. Den ligger i Skärgårdshavet och i kommunen Pargas i den ekonomiska regionen  Åboland i landskapet Egentliga Finland, i den sydvästra delen av landet. Ön ligger omkring 44 kilometer sydväst om Åbo och omkring 180 kilometer väster om Helsingfors.
Öns area är 8,4 hektar och dess största längd är 480 meter i sydöst-nordvästlig riktning. Ön höjer sig omkring 15 meter över havsytan. I omgivningarna runt Gloholmen växer i huvudsak barrskog.